# Яневский, Андрей Сергеевич
Андре́й Серге́евич Яне́вский (укр. Андрій Сергійович Яневський; род. 11 декабря 1986, Звенигородка, Черкасская область) — украинский дипломат. Чрезвычайный и полномочный посол Украины в Королевстве Дания (с 2023).

## Биография
Родился 11 декабря 1986 года в городе Звенигородка Черкасской области. В 2009 году окончил Институт международных отношений Киевского национального университета (КНУ) имени Тараса Шевченко, магистр международных отношений. Также окончил Институт последипломного образования КНУ имени Тараса Шевченко, получив квалификацию магистра международного права. Свободно владеет английским и французским языками. Работал консулом посольства Украины в Королевстве Марокко.
В 2019 году был временным поверенным в делах Украины в США. Во время пребывания в должности подписал вместе с послом Маршалловых Островов в США Джеральдом Закьосом — Соглашение об упрощении визового режима между Украиной и Маршалловыми Островами.
В 2019—2023 годах — генеральный директор директората развития дипломатической службы Министерства иностранных дел Украины, впоследствии директор департамента обеспечения работы руководства Министерства иностранных дел Украины.
С 27 октября 2023 года — чрезвычайный и полномочный посол Украины в Королевстве Дания.

## Личная жизнь
Женат на Юлии Сибирцевой, вместе они воспитывают сына.

## Дипломатический ранг
- Чрезвычайный и полномочный посланник второго класса (24 августа 2021)[8].
- Чрезвычайный и полномочный посланник первого класса (21 декабря 2024)[9].